# Richtkrone

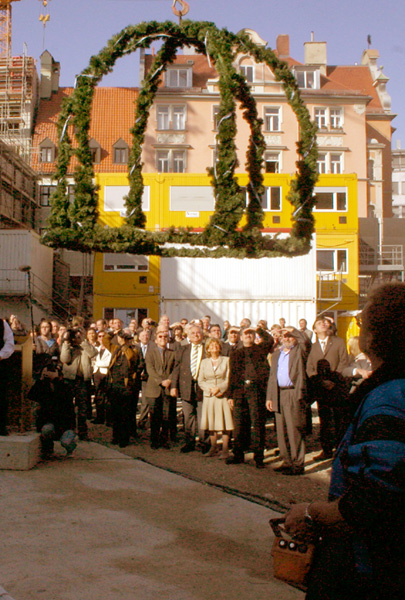
Richtkrone beim Neubau der Synagoge am St.-Jakobs-Platz in München

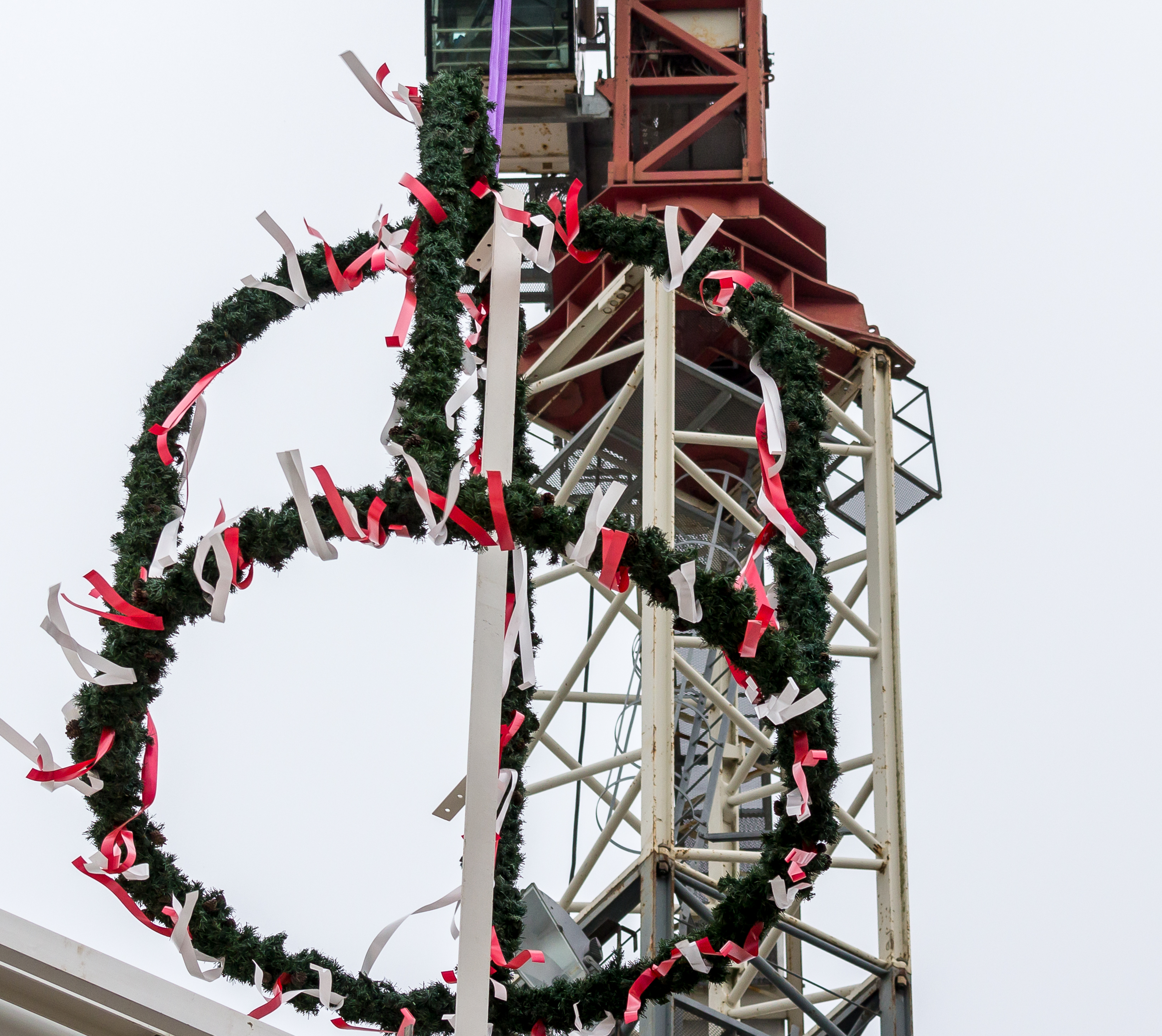
Richtkrone, an einem Kran hängend (Richtfest ICE-Instandhaltungswerk Köln-Nippes)

Die Richtkrone, auch als Richtkranz bezeichnet,  besteht aus einem Kranz mit aufgesetzten vier Bügeln und wird aus Stroh oder anderem geeigneten Strauchwerk, zum Beispiel Tannenzweige, gebunden. Sie ähnelt der Erntekrone. Oft dient eine Draht- oder Holzkonstruktion als Haltegerüst. Sie dient als Zeichen der Rohbaufertigstellung und wird an einem massiven Balken in Dachhöhe befestigt.

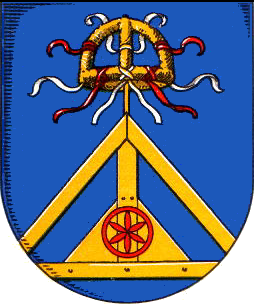
Richtkrone im Wappen

In besonderen Fällen wird die Krone mit einem Baukran in Position gehalten. Das erfolgt bei Bauten ohne Dach, wie Industriebauten. Das Richtfest, auch als Haushebung bezeichnet, ist der Anlass eine Krone aufzuziehen. Der Richtspruch der Zimmerleute, die Hillibilli, erfolgt durch Hammerschläge in einem festgelegten Rhythmus auf einem Brett oder Balken. Ursprünglich diente das Schlagen auf Holz, die Baubeteiligten  zusammen zurufen. Die Krone wird auch mit bunten flatternden Bändern geschmückt. War der Bauherr bei der Ausrichtung des Richtfestes geizig, band man an die Krone Heringe.
Zur Zeit der DDR gab es in Berlin, Allee der Kosmonauten, ein Richtkronen-Denkmal.

## Einzelnachweis
1. ↑  Jutta Vergau: Aufarbeitung von Vergangenheit vor und nach 1989: eine Analyse des Umgangs mit den historischen Hypotheken totalitärer Diktaturen in Deutschland. Verlag Tectum Verlag DE, 2000, ISBN 3-8288-8135-1.